# Antonio Baschenis
Antonio Baschenis (documentato dal 1450 – al 1470) è stato un pittore italiano, appartenente ad una delle più popolari botteghe di pittori itineranti presenti per nel bergamasco, e nel Trentino.
- La dinastia di Lanfranco
  - Antonio Baschenis (doc. 1450/1490)
  - Angelo Baschenis (doc. 1450/1490)
  - Giovanni e Battista Baschenis (doc. 1471/1503)
    - figlio di Giovanni Dionisio Baschenis (doc. 1493)
- La dinastia di Cristoforo
  - Cristoforo I Baschenis (doc. 1465/1475)
  - Simone I Baschenis (doc. 1488/1503)
  - Cristoforo II Baschenis (doc. 1472/1520)
  - Simone II Baschenis (1495 ca. /1555)
  - Filippo Baschenis (doc. 1537/ 1596)
  - Cristoforo Baschenis il Vecchio  (1520 ca/1613 ca.)
  - Cristoforo Baschenis il Giovane (1560 ca./1626 ca.)
  - Pietro Baschenis (1590 ca./1630)
  - Evaristo Baschenis (1617/1677)

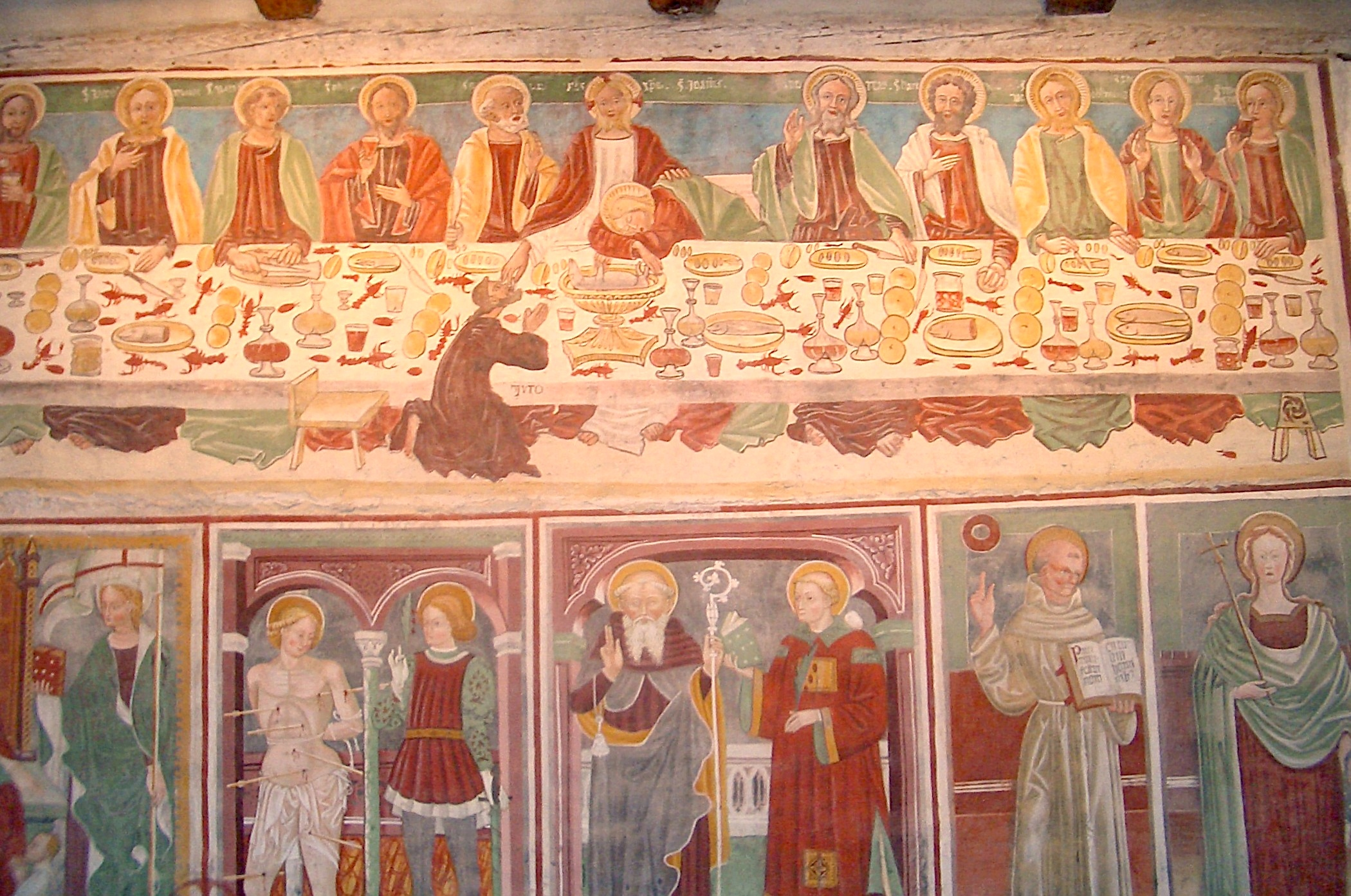
Carisolo, chiesa di San Vigilio, affreschi della parete destra

La famiglia dei Baschenis, originaria della frazione di Colla nel comune montano di Averara, ora di Santa Brigida (BG), costituisce un interessante esempio di bottega di frescanti che, a partire dalla metà del XV secolo, si tramandarono per secoli di padre in figlio il loro mestiere.
Antonio fu fratello di Angelo, rampollo della cosiddetta dinastia di Lanfranco, uno due ceppi della famiglia. 
Figlio di Giacomo e nipote di Lanfranco, nel 1451 risulta avere una bottega nei pressi della chiesa di San Michele all'arco in Bergamo.
Fu il primo dei Baschenis a trasferirsi in Trentino, dove, nel 1461, ricevette una commessa per decorare a fresco la parete destra della chiesa di Santo Stefano a Carisolo. L'apparato decorativo comprende un'Ultima cena e nel registro inferiore due Madonne in trono col Bambino e figure di santi (da sinistra incontriamo una santa identificabile - per la presenza del "vexillum Regis" - con Sant'Orsola, seguono due riquadri con coppie di santi, San Sebastiano e San Giuliano, Sant'Antonio Abate e Santo Stefano, poi San Bernardino da Siena e infine una santa di non facile identificazione. Non è da escludere che quest'ultima figura rappresenti Santa Brigida di Svezia; ipotesi che nasce dalla presenza del bastoncino, fine e allungato, sormontato dalla croce utilizzato come elemento iconografico.
Antonio risulta già morto tra il 1470 e il 1475, si consideri l'omonimia di questi artisti che rende difficile non solo l'assegnazione delle diverse opere ma anche il riconoscere che la famiglia Scipioni fosse la medesima dei Baschenis. Antonio ebbe tre figli maschi: Bartolomeo, Battista e Giacomo, probabilmente anche loro autori di alcune opere.
In Trentino un Antonio Baschenis lavorò all'interno della chiesa di San Vigilio a Pinzolo e nella chiesa di Mione, frazione del comune di Rumo, ove dipinse la Madonna col Bambino e Santa Caterina firmata e datata 1480.

## Galleria d'immagini

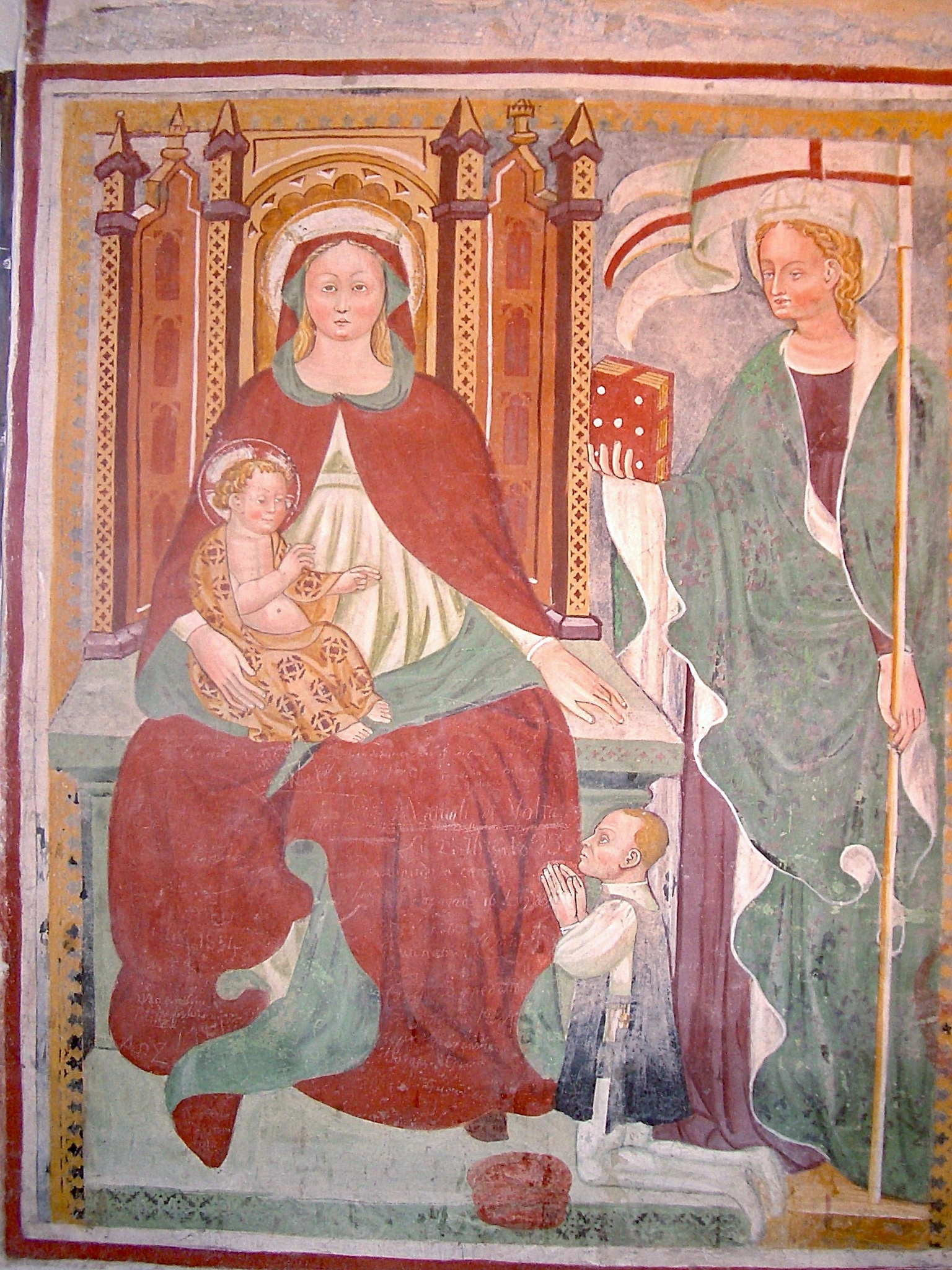
Madonna in trono col Bambino e Santa Orsola(?), Carisolo, chiesa di Santo Stefano
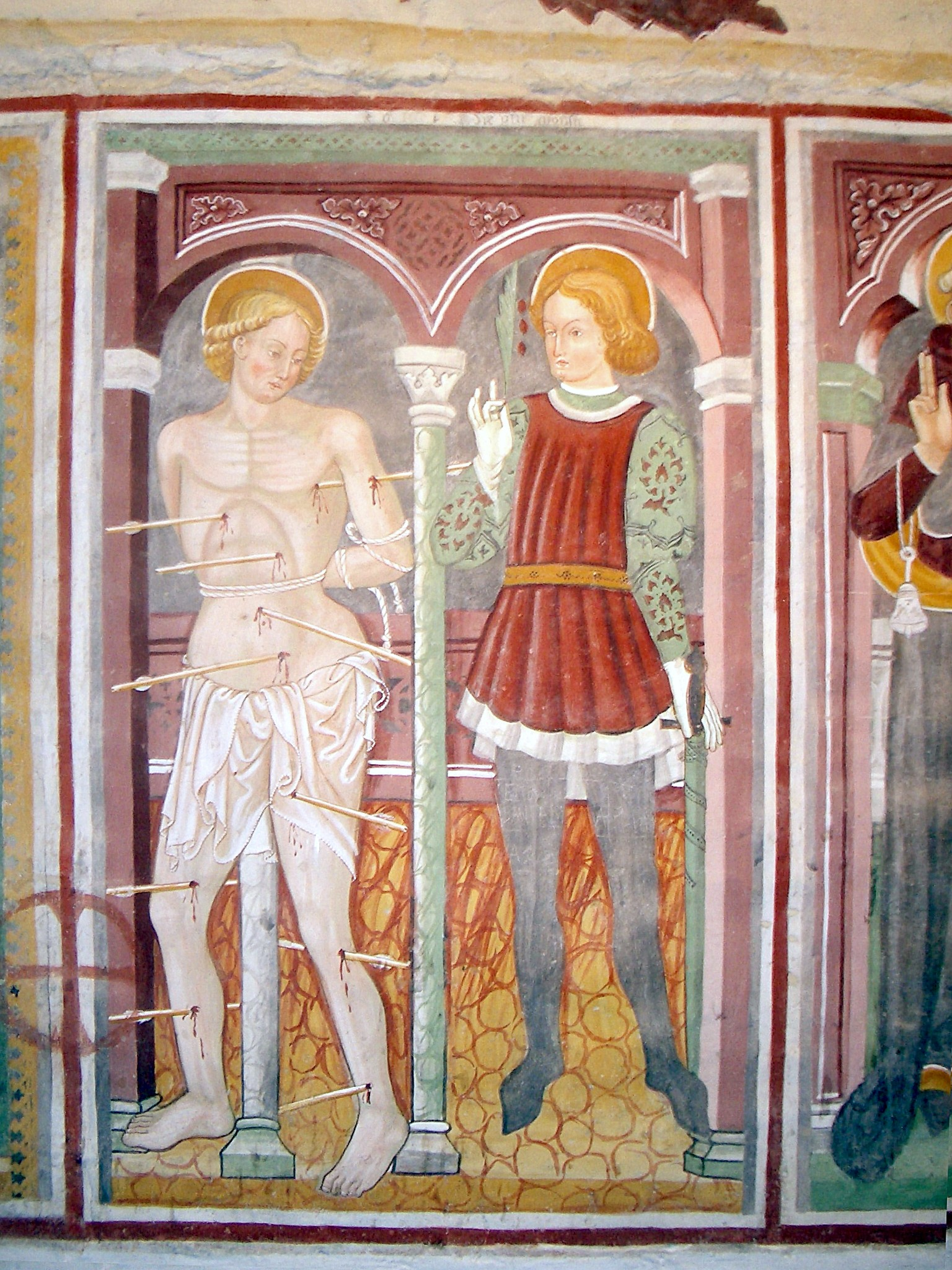
San Sebastiano e San Giuliano, Carisolo, chiesa di Santo Stefano
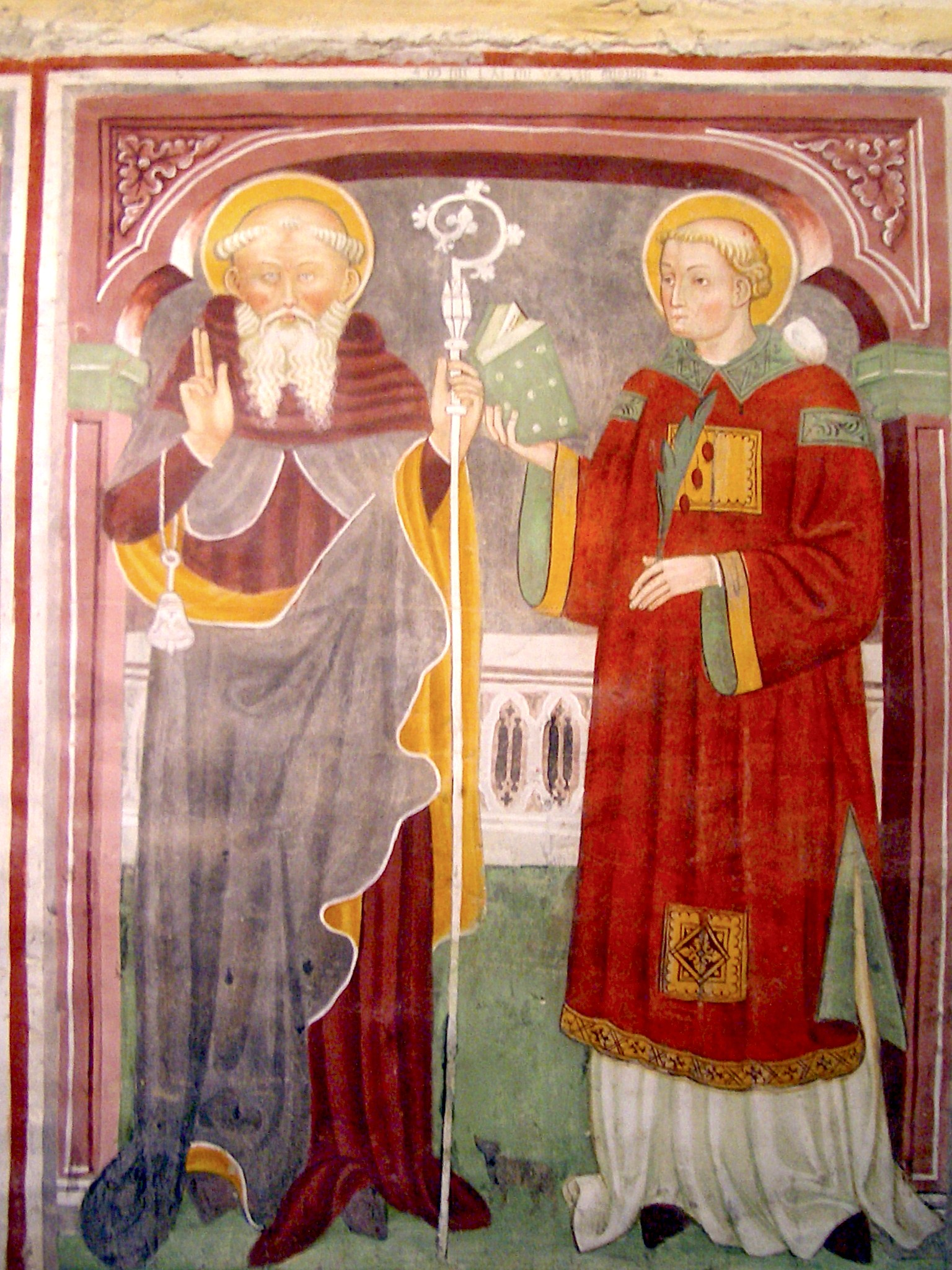
Sant'Antonio Abate e San Stefano,
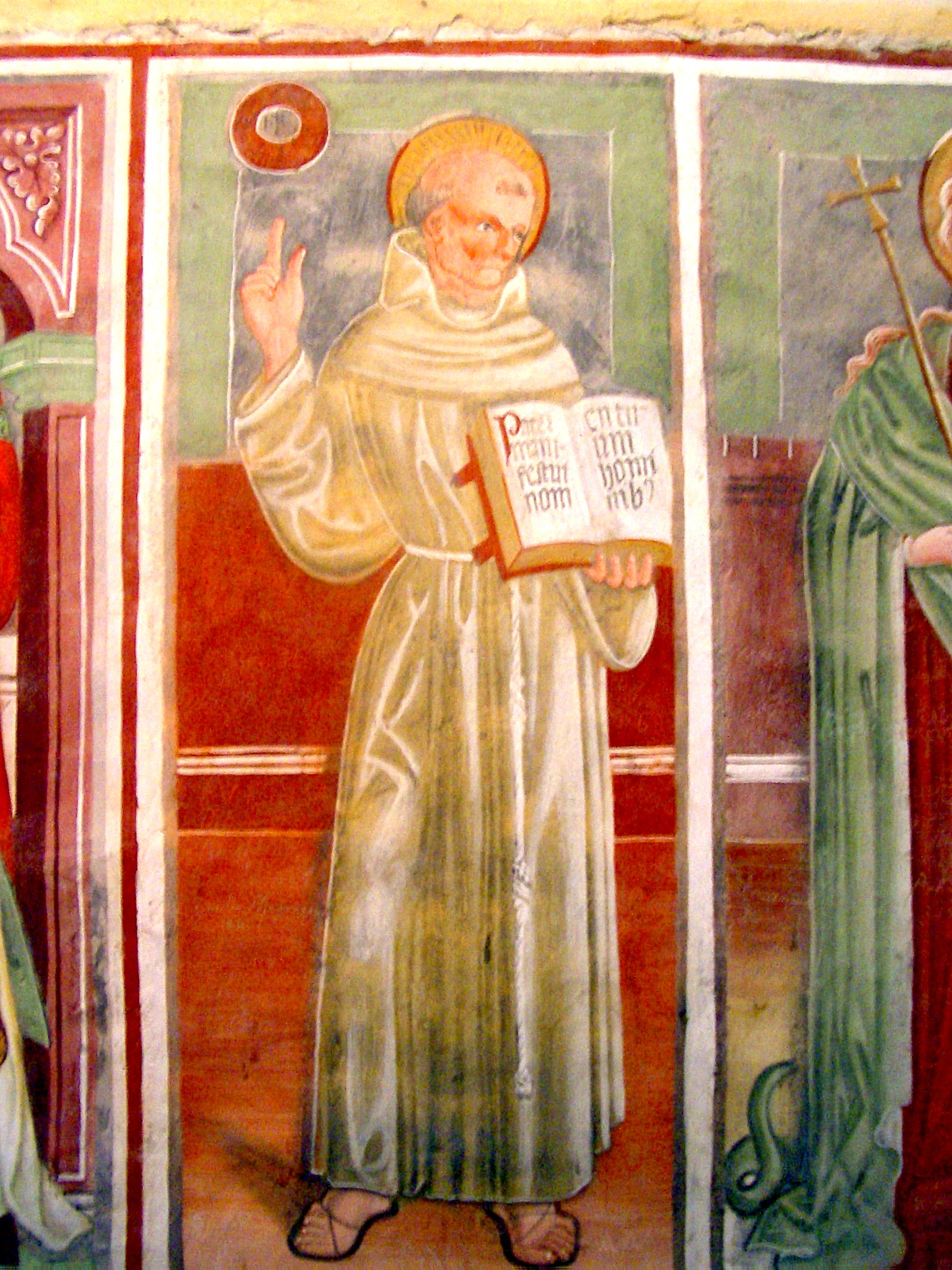
San Bernardino da Siena, Carisolo, chiesa di Santo Stefano